# Les Deux Sœurs (Renoir)
Pour les articles homonymes, voir Les Deux Sœurs.
Les Deux Sœurs ou Sur la Terrasse est un tableau peint par Auguste Renoir en 1881. Il mesure 100,5 cm de haut sur 81 cm de large. Il est conservé depuis 1933 à l'Art Institute of Chicago à Chicago.

## Description
Renoir a travaillé à ce tableau sur la terrasse de la maison Fournaise, restaurant situé sur une île de Chatou, au bord de la Seine. Il montre une jeune femme vêtue de bleu avec un chapeau rouge et sa petite sœur au chapeau fleuri, assises dehors avec un panier contenant des pelotes de laine. On aperçoit de l'autre côté de la rambarde des feuillages et des arbustes cachant le fleuve où l'on remarque des canotiers.
Avant de composer Les Deux Sœurs, Renoir a travaillé au même endroit en 1880 et 1881 où il a notamment réalisé le fameux Déjeuner des canotiers,,.
Jeanne Darlaud (1865-1914), future actrice, avait alors dix-huit ans. C'est elle qui a posé comme la grande sœur pour ce tableau. Le modèle de la petite fille n'est pas connu.

## Histoire
Renoir a commencé à peindre cette œuvre en avril 1881. Elle a été vendue à Paul Durand-Ruel, le 7 juillet 1881 pour 1 500 francs,. Elle a été exposée pour la première fois à la septième exposition impressionniste du printemps 1882. Elle fait partie en 1883 de la collection de Charles Ephrussi, puis retourne en 1892 à la famille Durand-Ruel.
Le tableau est vendu en 1925 à Mrs Lewis Coburn de Chicago pour 100 000 dollars. Après sa mort en 1932, il est légué à l'Art Institute de Chicago, où il est exposé depuis 1933.